# Punch 9 for Harold Washington
Punch 9 for Harold Washington ist ein Dokumentarfilm von Joe Winston über Chicagos ersten schwarzen Bürgermeister Harold Washington. Der Film feierte im Oktober 2021 beim Chicago International Film Festival seine Premiere.

## Biografisches

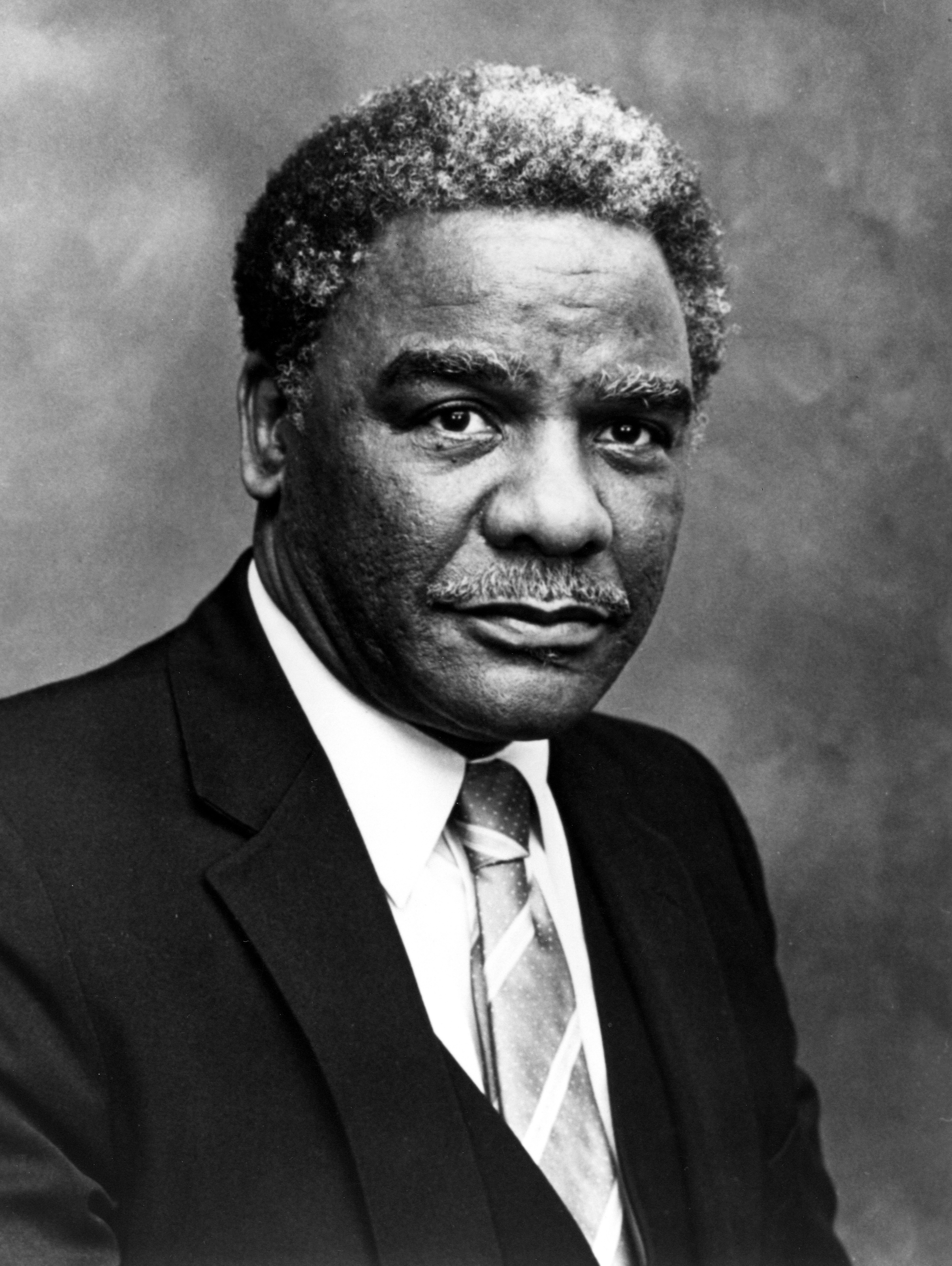
Harold Washington

Harold Washington war der erste schwarze Bürgermeister von Chicago, der zweitgrößten Stadt in den USA. Er löste Bernard Epton ab und wurde am 12. April 1983 ins Amt gewählt. Zuvor war Washington Kongressabgeordneter. Washington gewann 1987 seine Wiederwahl und blieb bis zu seinem Tod am 25. November desselben Jahres im Amt.

## Produktion
Regie führte Joe Winston. "Harold Washington ist eine titanische Figur in Chicago, besonders in der schwarzen Gemeinschaft / Black Community. Er hat die Stadt wirklich für immer verändert", so Winston. Seine Geschichte klinge wie ein Polit-Thriller, doch Menschen wie er und Martin Luther King liefen Gefahr, fast schon zu Figuren wie der Weihnachtsmann zu verkommen, die Sache, für die Washington gekämpft hat, sei jedoch bis heute wichtig.
Die Premiere erfolgte am 14. Oktober 2021 beim Chicago International Film Festival.